# Matthias Claudius
Matthias Claudius (Reinfeld, Schleswig-Holstein, 15 de agosto de 1740 - Hamburgo, 21 de enero de 1815) fue un poeta y periodista alemán. Sus textos están influidos por la canción popular o Volkslied. 

## Biografía
Su primera obra Tändeleyen und Erzählungen (Galanterías y relatos) fue duramente atacada por la crítica, acusándola de ser estilísticamente, una imitación sin sustancia de poesías muy conocidas.
De 1764 a 1765 trabaja como secretario del conde de Holstein en Copenhague donde conoce a Friedrich Gottlieb Klopstock. De 1768 a 1770, trabaja como redactor del periódico Hamburgischen-Addreß-Comptoir-Nachrichten, y así entra en contacto con personajes como Johann Gottfried Herder y Gotthold Ephraim Lessing.
En enero de 1771 se traslada a Wandsbeck donde es redactor del periódico Der Wandsbecker Bothe (El mensajero de Wandsbeck). Bajo su dirección logra que el periódico sea conocido en toda Alemania, antes de cerrar en 1775.
En 1772 se casa con Rebekka Behan, con quien tiene doce hijos y en 1774 se une a una logia masónica en Hamburgo. Para 1776, y por la mediación de Herder, se convierte en redactor de un periódico en Hessen. Más tarde publica su propia material bajo el sobrenombre el mensajero de Wandsbeck. Otro pseudónimo usado por él para la publicación de sus poemas y reflexiones, fue el de Asmus. 
Su situación económica fue precaria hasta 1785, cuando obtiene una pensión honorífica por parte del príncipe danés Friedrich, el cual estaba convencido de sus cualidades literarias, y le proporciona un cargo como revisor en un banco de Altona, que le asegura un ingreso sin la necesidad de abandonar su trabajo literario. 
En 1813, a consecuencia de las guerras napoleónicas abandona Hamburgo y se instala con su familia en Kiel y en Lübeck. Ya enfermo, y nuevamente en Hamburgo, pasa los últimos meses de su vida en la casa de su yerno Friedrich Perthes, fundador de una editorial con el mismo nombre en Alemania. 
Fue sepultado en un cementerio en Wandsbek.

## Epónimos
El asteroide (7117) Claudius fue nombrado así en su memoria.